# Division I 1957-1958
La Division I 1957-1958 è stata la 55ª edizione della massima serie del campionato belga di calcio disputata tra il 1º settembre 1957 e il 11 maggio 1958 e conclusa con la vittoria del Standard Liegi, al suo primo titolo.

## Formula
Come nella stagione precedente le squadre partecipanti furono 16 e disputarono un turno di andata e ritorno per un totale di 30 partite.
Le ultime due classificate vennero retrocesse in Division 2.
La squadra campione fu ammessa alla Coppa dei Campioni 1955-1956 e un altro club venne iscritto alla Coppa delle Fiere 1958-1960.

## Classifica finale
| Pos. | Squadra                      | G  | V  | N  | P  | GF | GS | Punti |
| ---- | ---------------------------- | -- | -- | -- | -- | -- | -- | ----- |
| 1    | Standard Liegi               | 30 | 18 | 4  | 8  | 55 | 21 | 44    |
| 2    | Anversa                      | 30 | 19 | 5  | 6  | 77 | 35 | 44    |
| 3    | La Gantoise                  | 30 | 17 | 6  | 7  | 66 | 37 | 41    |
| 4    | R. Beerschot AC              | 30 | 15 | 6  | 9  | 70 | 46 | 39    |
| 5    | R.S.C. Anderlecht            | 30 | 12 | 5  | 13 | 50 | 33 | 37    |
| 6    | Royale Union Saint-Gilloise  | 30 | 14 | 8  | 8  | 61 | 44 | 36    |
| 7    | R.C.S. Verviétois            | 30 | 10 | 8  | 12 | 33 | 29 | 32    |
| 8    | Lierse S.K.                  | 30 | 10 | 11 | 9  | 41 | 43 | 29    |
| 9    | R.F.C. de Liège              | 30 | 8  | 11 | 11 | 48 | 48 | 27    |
| 10   | K. Waterschei S.V. Thor Genk | 30 | 9  | 13 | 8  | 48 | 52 | 26    |
| 11   | Olympic Charleroi            | 30 | 9  | 13 | 8  | 39 | 54 | 26    |
| 12   | K. Sint-Truidense V.V.       | 30 | 7  | 13 | 10 | 41 | 64 | 24    |
| 13   | K Berchem Sport              | 30 | 8  | 14 | 8  | 38 | 52 | 24    |
| 14   | Tilleur FC                   | 30 | 5  | 17 | 8  | 39 | 72 | 18    |
| 15   | Daring Bruxelles             | 30 | 6  | 19 | 5  | 40 | 74 | 17    |
| 16   | K.R.C. Mechelen              | 30 | 4  | 18 | 8  | 30 | 72 | 16    |

G = Partite giocate; V = Vittorie; N = Nulle/Pareggi; P = Perse; GF = Goal fatti; GS = Goal subiti; 